# Flanders Ladies Trophy Koksijde 2013
Il Flanders Ladies Trophy Koksijde 2013 è stato un torneo di tennis facente parte della categoria ITF Women's Circuit nell'ambito dell'ITF Women's Circuit 2013. Il torneo si è giocato a Koksijde in Belgio dal 5 all'11 agosto 2013 su campi in terra rossa e aveva un montepremi di $25,000.

## Vincitrici

### Singolare
Richèl Hogenkamp ha battuto in finale  Irena Pavlović con il punteggio di 6–4, 6–1.

### Doppio
Magali Kempen /  Nicky Van Dyck hanno battuto in finale  Marie Benoît /  Kimberley Zimmermann con il punteggio di 6–3, 7–6(3).